# Śląskie Centrum Logistyki
Śląskie Centrum Logistyki S.A. (Silesian Logistics Centre JSC) – rozpoczęło działalność w 1989 roku jako Śląski Wolny Obszar Celny. Spółka została powołana do utworzenia i organizowania wolnego obszaru celnego oraz zarządzania i administrowania portami śródlądowymi w Gliwicach i Kędzierzynie-Koźlu.
W 2002 roku nazwa spółki została zmieniona na Śląskie Centrum Logistyki Spółka Akcyjna, a Miasto Gliwice wnosząc aportem teren i nieruchomości gliwickiego portu stało się większościowym akcjonariuszem.

## Akcjonariat
Akcjonariuszami ŚCL są:
- Miasto Gliwice[2] – 83,19%
- DB Cargo Polska SA – 15,55%
- OT Logistics SA – 1,00%
- Pozostali akcjonariusze – 0,26%

## Wolny obszar celny
10,76 ha powierzchni Śląskiego Centrum Logistyki SA stanowi wolny obszar celny, czyli wydzielona część polskiego obszaru celnego na terenie którego podmioty gospodarcze krajowe i zagraniczne mogą prowadzić działalność produkcyjną i handlową, korzystając z systemu odroczenia poboru cła i podatku.
WOC umożliwia:
- Pobieranie należności celno-podatkowe dopiero w momencie dopuszczenia towaru do obrotu
- Nieograniczony czas składowania towaru
- Możliwość dzielenia dużych dostaw towarów na małe partie
- Brak konieczności składania zabezpieczenia należności celno-podatkowych na czas składowania
- Możliwość prowadzenia działalności produkcyjnej, montażowej i uszlachetniającej
- Możliwość współpracy z firmami zagranicznymi, niezarejestrowanymi w Polsce

## Infrastruktura
- Na powierzchnię całkowitą ŚCL Składa się działka przy ulicy Portowej o powierzchni 53,26 ha
- Magazyny o pow. ok. 28 000 m²
- Place składowe o powierzchni ok. 10 000 m²
- Port śródlądowy
- Dwa żurawie portowe (udźwig 20 ton i 8 ton).
- Bocznica kolejowa – ok. 11 km torów kolejowych w zarządzie ŚCL
- Rampa kolejowa o długości 103 m
- Pomieszczenia biurowe o pow. 3000 m²
- Parking dla tir-ów

ŚCL posiada również 44 ciągniki siodłowe DAF, naczepy specjalistyczne typu „coilmulda”, oraz dwie lokomotywy przetokowe.

## Terminal kontenerowy[3]

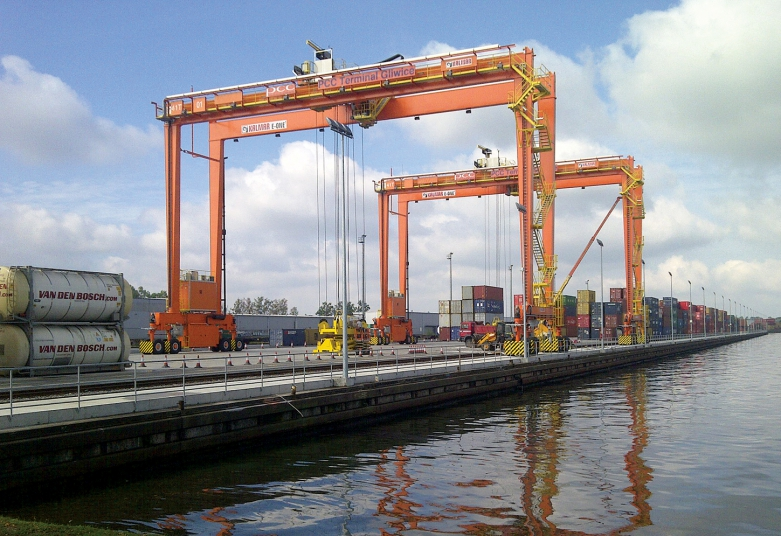
dwie suwnice bramowe ŚCL

Na terenie ŚCL znajduje się terminal kontenerowy zarządzany przez firmę PCC Intermodal o powierzchni 5 ha, pojemności 2900 TEU i rocznych możliwościach przeładunkowych na poziomie 150 000 TEU. Terminal wyposażony jest w dwie suwnice bramowe, każda o udźwigu 41 ton, oraz trzy reach stackery.
Terminal obsługuje następujące połączenia:
- Antwerpia
- Rotterdam
- Bremerhaven
- Hamburg
- Gdynia
- Gdańsk

Towary dostarczane z tych portów transportowane są do odbiorców końcowych transportem drogowym.

## Infrastruktura terminala
- Depot na puste kontenery: 350 TEU
- 4 tory kolejowe po 600 m każdy
- 40 przyłączy prądu
- Parking dla ciężarówek – 50 miejsc parkingowych
- Urządzenia przeładunkowe: 2 suwnice bramowe

## Charakterystyka magazynów
Magazyn Stali

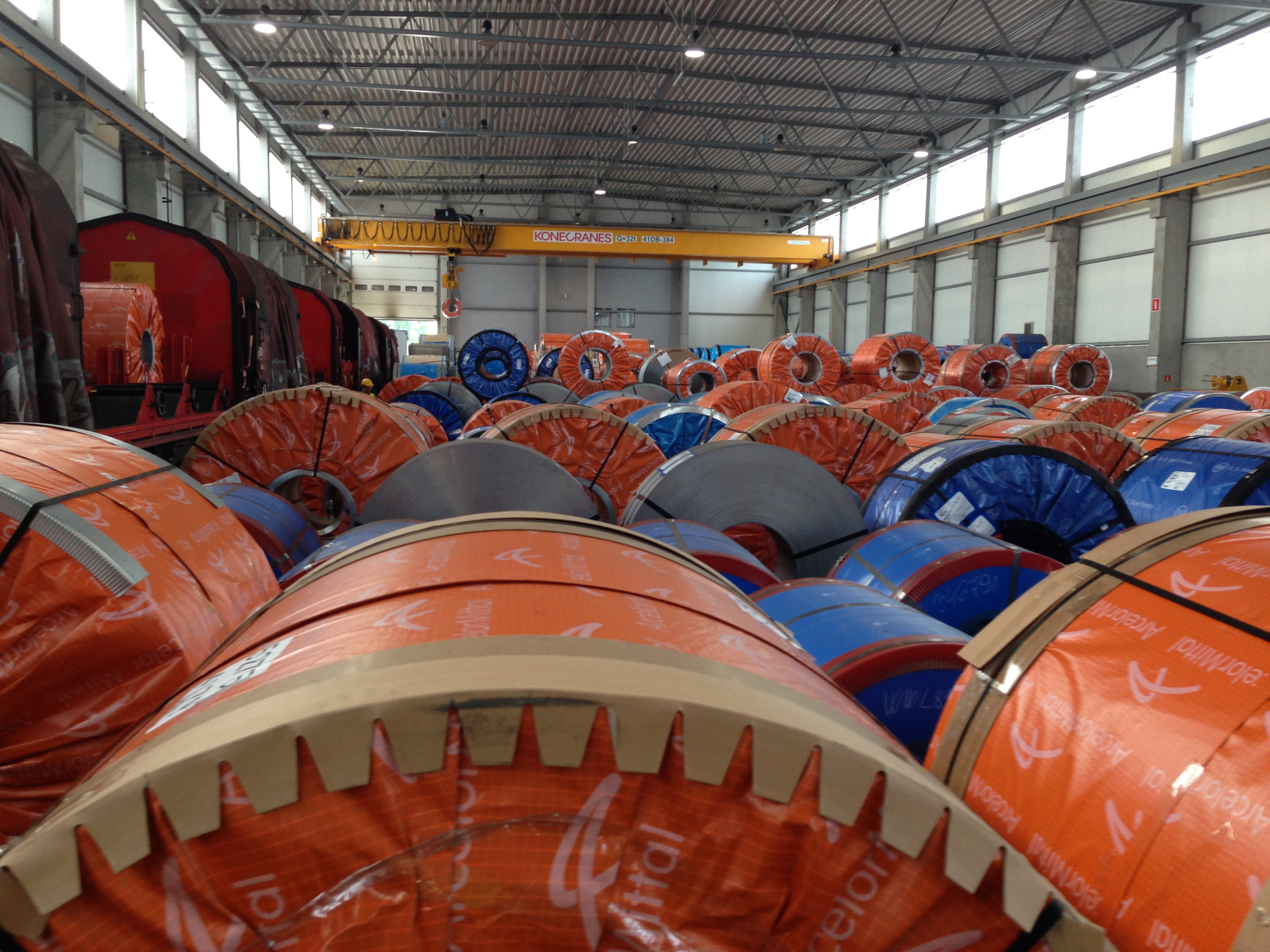

- Suwnice bramowe sterowane radiowo z poziomu „0”
- Suwnica o udźwigu 32 ton + chwytak do blach w kręgach o udźwigu 30 ton
- Suwnica o udźwigu 25 ton z elektromagnetyczną trawersą do blach płaskich
- Suwnica o udźwigu 25 ton z głowicą elektromagnetyczną o udźwigu 16 ton
- System stojaków do składowania kręgów typu roll-stop
- 4 bramy umożliwiające wjazd ciężarówek do wnętrza hali (5,00 × 4,5 m)
- 1 brama kolejowo-samochodowa (5,00 × 4,5 m)
- Posadzka – dopuszczalny nacisk 41 kN/m²

Magazyn ADR klasy A:

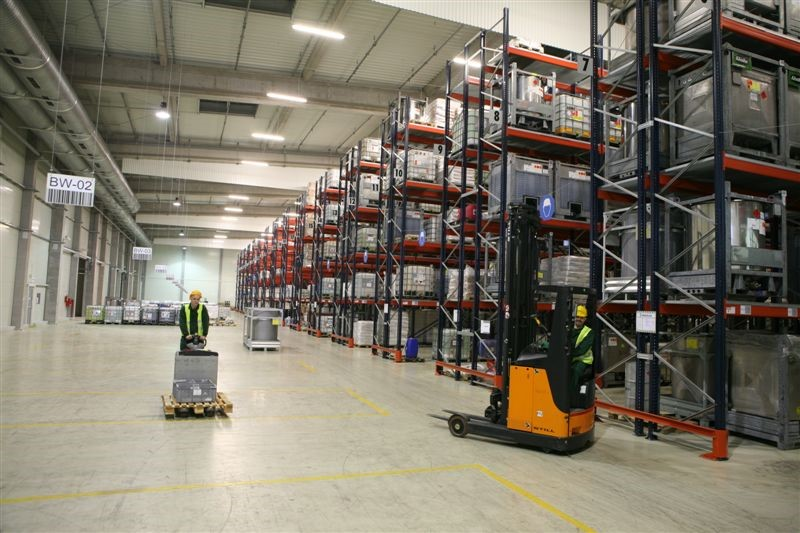

- Powierzchnia składowa – 5500 miejsc paletowych
- Regały wysokiego składowania
- Infrastruktura i zezwolenie na bezpieczne przechowywanie towarów niebezpiecznych ADR
- System Zarządzania Magazynem (Warehouse Management System)
- Obszar monitorowanej i regulowanej temperatury (ogrzewanie)
- Monitorowana wilgotność
- Dostęp do stanów magazynowych on-line
- Posadzka w kształcie niecki, niepyląca, szczelna, pokryta warstwą antyelektrostatyczną
- System tryskaczowy reagujący wyłącznie w strefach zagrożenia
- Klapy dymne
- Niezależny zbiornik z wodą oraz system odprowadzający zanieczyszczoną wodę użytą w czasie sytuacji awaryjnej.
- Wentylacja pozwalająca na wymianę całego powietrza w ciągu godziny

Magazyn Bimodalny klasy A:

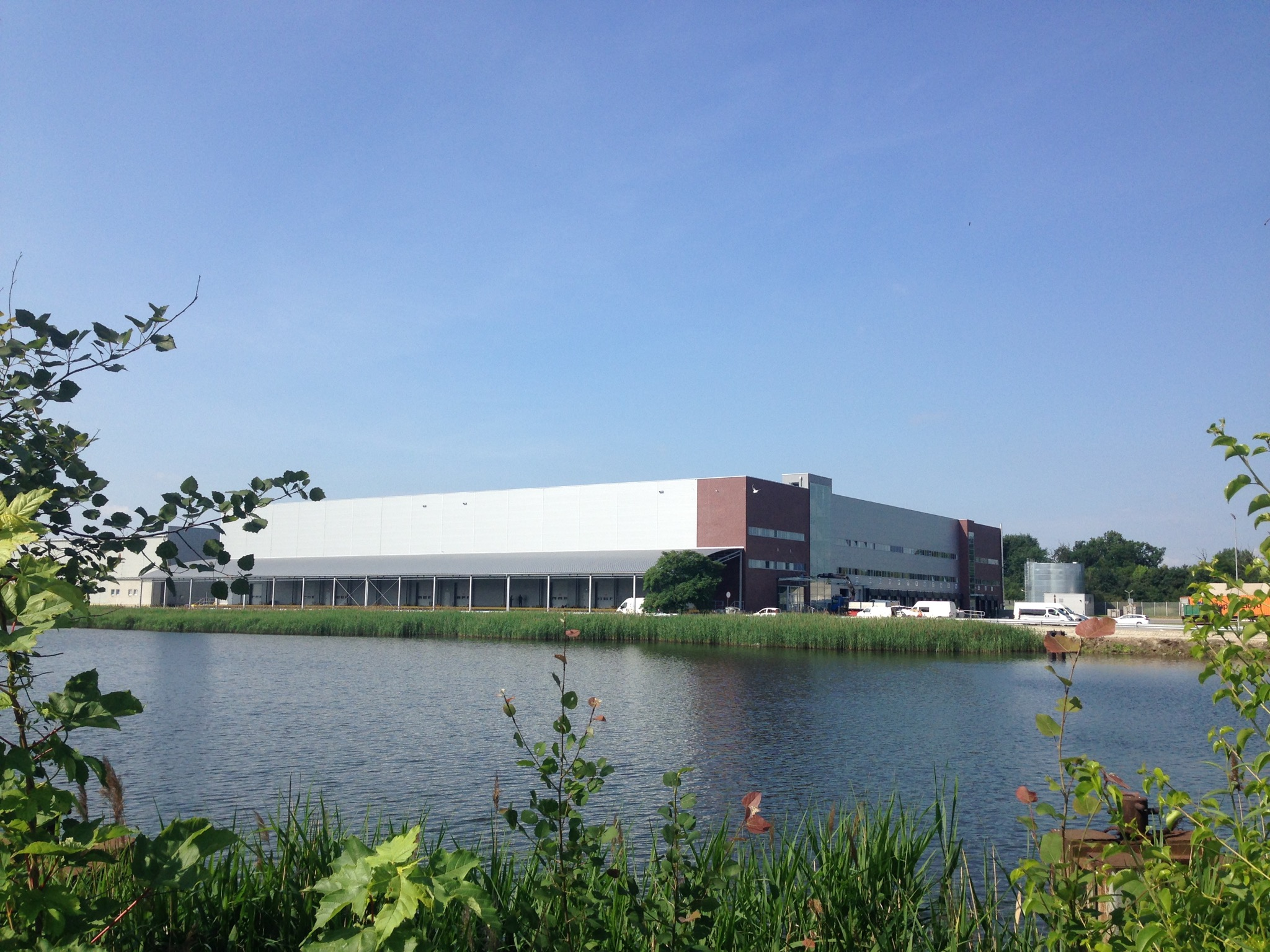

- Powierzchnia magazynowa – 10,000 m²
- Zadaszona rampa kolejowa- 103 m
- 16 doków rozładunkowo-załadunkowych
- Regały wysokiego składowania
- Dostęp do stanów magazynowych on-line
- System Zarządzania Magazynem (Warehouse Management System)
- Wolny Obszar Celny
- Nowoczesny sprzęt przeładunkowy
- Monitoring telewizją przemysłową

## Położenie
Śląskie centrum logistyki jest położone na skrzyżowaniu głównych dróg transportu samochodowego i kolejowego przy kolejowej stacji Gliwice Port nr 51 06975-7, która umożliwia obsługę składów całopociągowych, jak również grup wagonowych czy pojedynczych wagonów. Wpisuje się również w Europejski korytarz transportowy nr 5 Bałtyk – Adriatyk.

## Model ewolucyjny inicjacji centrum logistycznego[4]
Śląskie Centrum Logistyki S.A. jest przykładem ewolucyjnego modelu inicjacji centrum logistycznego. Centra takie powstają jako efekt wieloletniego rozwoju przemysłowego i gospodarczego, który stymuluje popyt na usługi ogólnie nazywane logistycznymi w danym regionie. Gwałtowny przemysłowy rozwój Górnego Śląska w końcu XVIII wieku był przyczyną wybudowania Kanału Kłodnickiego i portu śródlądowego w Gliwicach. Port i kanał łączący Górny Śląsk z Odrą został oddany do użytku w roku 1806. Po wielu latach eksploatacji, która przebiegała w parze z bardzo szybkim rozwojem gospodarczym regionu, niezbędna okazała się budowa nowej drogi wodnej łączącej Śląsk z drogami wodnymi Europy. W roku 1940 powstał nowy kanał – Gliwicki oraz nowoczesny port śródlądowy, czyli obecna siedziba Śląskiego Centrum Logistyki S.A. W latach PRL-u znaczenie żeglugi znacznie spadło, ale po zmianie ustrojowej i wprowadzeniu gospodarki rynkowej, popyt na usługi logistyczne zaczął gwałtownie rosnąć. Na bazie portu w roku 1989 została powołana spółka akcyjna Śląski Wolny Obszar Celny, która w 2002 roku została przekształcona w Śląskie Centrum Logistyki S.A. Aby sprostać wymaganiom rynku ŚCL S.A. zaczęło poszukiwać nowych obszarów działalności poza usługami stricte portowymi.
Region Gliwic na przestrzeni czasu zmieniał swoją przynależność państwową, więc trudno mówić o jakiejkolwiek planowanej polityce rozwoju gospodarczego. Koncepcja formowania się centrum powstała więc bardziej naturalny i ewolucyjny sposób.

## Model włoski realizacji centrum logistycznego[4]
Śląskie Centrum Logistyki S.A. jest wzorcowym przykładem modelu włoskiego realizacji inwestycji. Powstanie oraz rozwój włoskich centrów i ŚCL charakteryzuje się kilkoma wspólnymi cechami, które zestawiono w poniższych punktach:
4.1. Budowane centra logistyczne miały finansowe oraz planowe wsparcie rządów włoskich oraz legislacyjną pomoc włoskiego parlamentu. Jedynie to kryterium odróżnia włoskie centra logistyczne od Śląskiego Centrum Logistyki S.A.
4.2. Inicjatorem budowy centrów we Włoszech był sektor publiczny: samorządy lokalne i regionalne – urzędy miast i zarządy regionów oraz izby gospodarcze i handlowe. Podobnie było w przypadku ŚCL S.A., gdzie zaczynem do powstania podmiotu było wniesienie przez Miasto Gliwice aportem gruntów oraz infrastruktury portowej z równoczesnym podwyższeniem kapitału akcyjnego.
4.3. Typową formą własności włoskich centrów logistycznych jest spółka akcyjna, w której sektor publiczny posiada ponad 50% akcji. Spółka umożliwia współuczestnictwo w inwestycji instytucjom sektora publicznego i firmom prywatnym.
4.4. Włoskie centra logistyczne są właścicielami znacznej części infrastruktury:
terminali kontenerowych, magazynów, budynków biurowych itp., które wynajmują użytkownikom. Podobnie jest w przypadku ŚCL S.A., gdzie oprócz jednego niedużego magazynu cała infrastruktura należy do spółki.
4.5 Włoskie centra czasami, choć nie jest to regułą, prowadzą działalność logistyczną, czyli są pełnoprawnym graczem na rynku usług jako operator logistyczny. Ta cecha jak najbardziej charakteryzuje Śląskie Centrum Logistyki S.A. Zakres działalności centrów, nie tylko włoskich, podzielić można na 3 podstawowe funkcje:
1. Funkcje logistyczne:
- transport,
- magazynowanie,
- przeładunki pomiędzy różnymi środkami transportu,
- zarządzanie zapasami i realizacja zamówień,
- usługi dodane (VAS): kompletacja, przepakowywanie, etykietowanie,

paletyzowanie, konfekcjonowanie itp.
2. Funkcje pomocnicze:
- spedycja,
- obsługa celna,
- systemowy obrót zbiorczymi opakowaniami transportowymi wielokrotnego użytku,
- wynajem kontenerów, palet i innych opakowań transportowych,
- usługi informacyjne i informatyczne,
- promocja i marketing.

3. Funkcje dodatkowe:
- wynajem pomieszczeń biurowych,
- usługi gastronomiczne,
- usługi bankowe,
- usługi księgowo-rachunkowe,
- usługi telekomunikacyjne,
- usługi parkingowe,
- dostarczanie mediów.

Śląskie Centrum Logistyki S.A. lub firmy prowadzące działalność na tym terenie, świadczą wyżej wymienione funkcje.